# Cyclisme aux Jeux panaméricains de 1995
Navigation
Jeux panaméricains de 1991 Jeux panaméricains de 1999
Les compétitions de cyclisme des Jeux panaméricains 1995 se sont déroulées du 11 au 26 mars à Mar del Plata, Argentine.

## Podiums hommes

### Courses sur route
| Compétitions                 | Or                 | Argent                 | Bronze                   |
| ---------------------------- | ------------------ | ---------------------- | ------------------------ |
| Course en ligne individuelle | Brian Walton (CAN) | Mariano Friedick (USA) | Fred Rodriguez (USA)     |
| Contre-la-montre individuel  | Clay Moseley (USA) | Jesús Zárate (MEX)     | Servando Figueredo (URU) |

### Courses sur piste
| Compétitions           | Or                    | Argent               | Bronze             |
| ---------------------- | --------------------- | -------------------- | ------------------ |
| Kilomètre              | Gil Cordovés (CUB)    | Erin Hartwell (USA)  | Gene Samuel (TRI)  |
| Vitesse                | Marty Nothstein (USA) | Marcelo Arrué (CHI)  | Gil Cordovés (CUB) |
| Course aux points      | Brian Walton (CAN)    | Milton Wynants (URU) | Juán Merhed (PUR)  |
| Poursuite individuelle | Kent Bostick (USA)    | Walter Pérez (ARG)   | Brian Walton (CAN) |
| Poursuite par équipes  | États-Unis            | Cuba                 | Brésil             |

### VTT
| Compétitions  | Or                  | Argent              | Bronze               |
| ------------- | ------------------- | ------------------- | -------------------- |
| Cross-country | Tinker Juarez (USA) | Andrés Brenes (CRC) | Sandro Miranda (ARG) |

## Podiums femmes

### Courses sur route
| Compétitions                 | Or                 | Argent             | Bronze             |
| ---------------------------- | ------------------ | ------------------ | ------------------ |
| Course en ligne individuelle | Jeanne Golay (USA) | Clara Hughes (CAN) | Yacel Ojeda (CUB)  |
| Contre-la-montre individuel  | Dede Barry (USA)   | Yacel Ojeda (CUB)  | Clara Hughes (CAN) |

### Courses sur piste
| Compétitions           | Or                    | Argent                  | Bronze                |
| ---------------------- | --------------------- | ----------------------- | --------------------- |
| Vitesse                | Tanya Dubnicoff (CAN) | Connie Paraskevin (USA) | Nancy Contreras (MEX) |
| Course aux points      | Janie Eickhoff (USA)  | Belem Guerrero (MEX)    | Dania Pérez (CUB)     |
| Poursuite individuelle | Janie Eickhoff (USA)  | Yoanka González (CUB)   | Belem Guerrero (MEX)  |

### VTT
| Compétitions  | Or                 | Argent             | Bronze              |
| ------------- | ------------------ | ------------------ | ------------------- |
| Cross-country | Alison Sydor (CAN) | Juli Furtado (USA) | Jimena Florit (ARG) |

## Tableau des médailles
| #     | Pays              |    |    |    | Total |
| ----- | ----------------- | -- | -- | -- | ----- |
| 1     | États-Unis        | 9  | 4  | 1  | 14    |
| 2     | Canada            | 4  | 1  | 2  | 7     |
| 3     | Cuba              | 1  | 3  | 3  | 7     |
| 4     | Mexique           | 0  | 2  | 2  | 4     |
| 5     | Argentine         | 0  | 1  | 2  | 3     |
| 6     | Uruguay           | 0  | 1  | 1  | 2     |
| 7     | Chili             | 0  | 1  | 0  | 1     |
| 7     | Costa Rica        | 0  | 1  | 0  | 1     |
| 9     | Brésil            | 0  | 0  | 1  | 1     |
| 9     | Porto Rico        | 0  | 0  | 1  | 1     |
| 9     | Trinité-et-Tobago | 0  | 0  | 1  | 1     |
| Total | Total             | 14 | 14 | 14 | 42    |

## Sources
- (en) Sports123